# Chronologie de la France sous la Cinquième République
Pour des articles plus généraux, voir Chronologie de la France et Histoire de France sous la Cinquième République.
Cet article est une chronologie d'événements qui se sont produits en France sous la Cinquième République (depuis 1958).

## Années 1950

### 1958

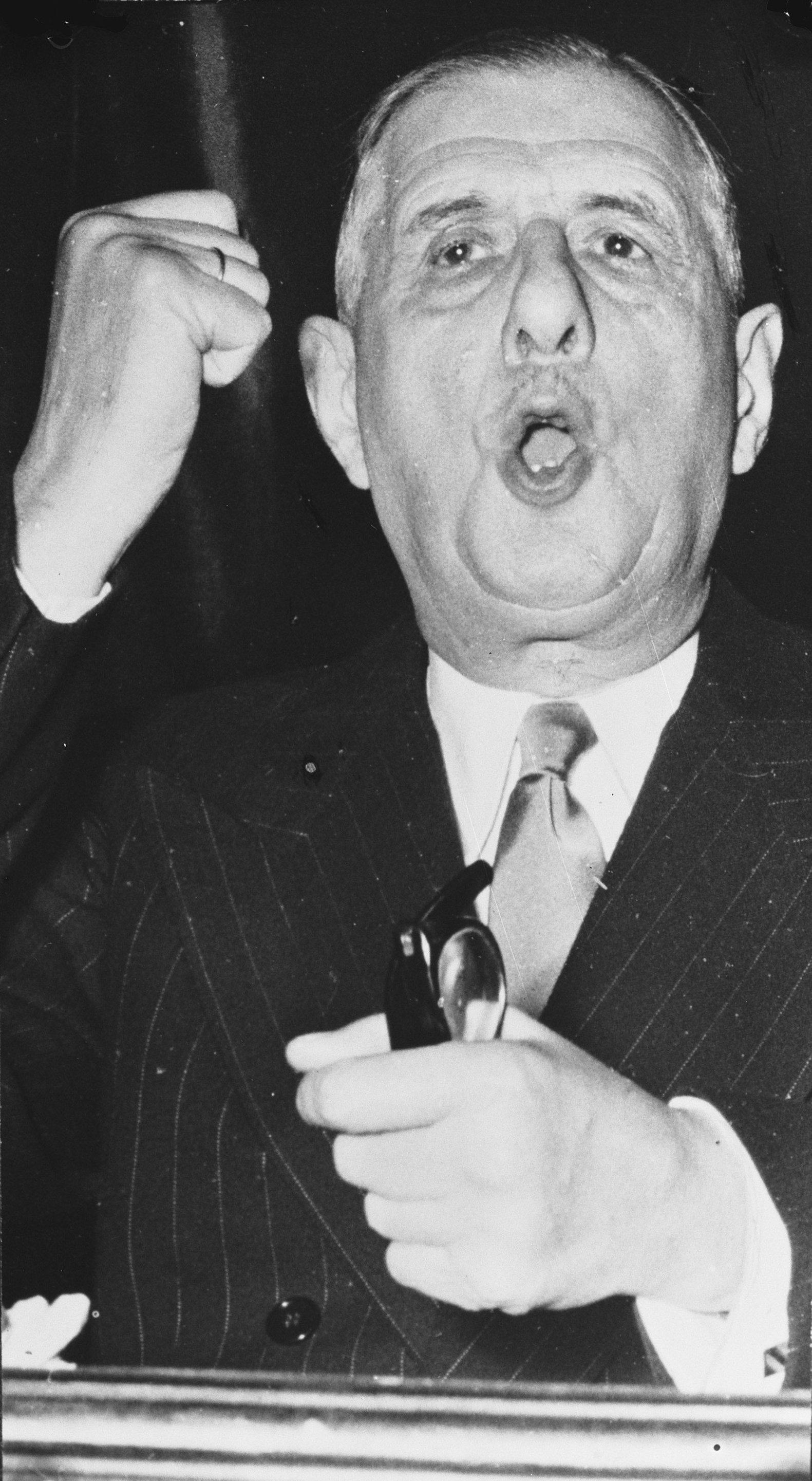
Charles de Gaulle en 1958.

- 1er juin : investiture de Charles de Gaulle au poste de président du Conseil, appelé par le président de la République René Coty
- 3 juin : vote des pleins pouvoirs à Charles de Gaulle
- 28 septembre : approbation de la constitution de la Cinquième République par référendum
- 2 octobre : indépendance de la Guinée
- 4 octobre : promulgation des résultats du référendum ; la Quatrième République prend fin et la Cinquième République la remplace le lendemain
- 23 novembre : premier tour des élections législatives
- 30 novembre : second tour ; victoire de l'Union pour la nouvelle République (UNR) et des modérés
- 21 décembre : élection de Charles de Gaulle (UNR) au mandat de président de la République, la seule de ce régime à ne pas s'être déroulée au suffrage universel direct

### 1959
- 8 janvier : nomination de Michel Debré (UNR) au poste de Premier ministre

## Années 1960

### 1960
- 1er janvier :

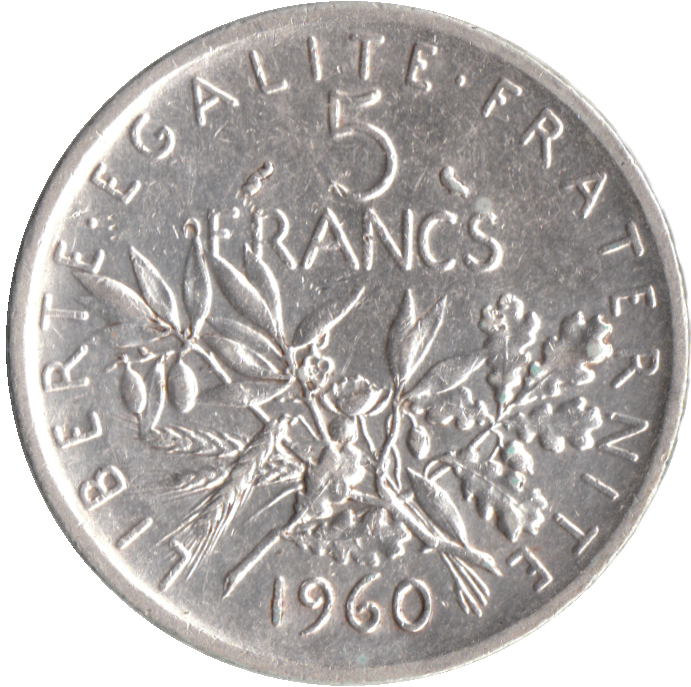
Revers d'une pièce de 5 nouveaux francs en argent 1960.

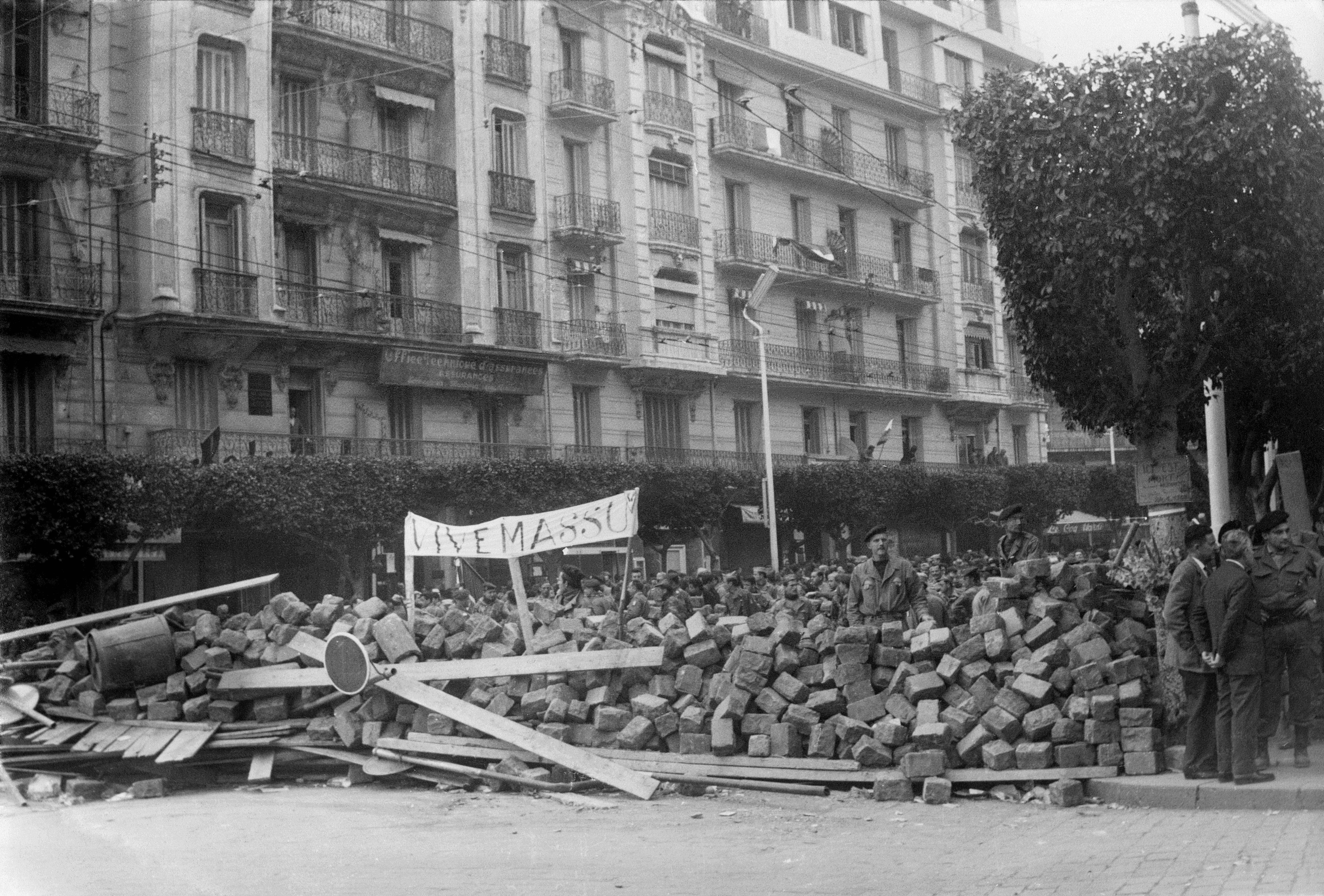
Barricades dans la rue Michelet d'Alger, avec une banderole des insurgés portant la mention « VIVE MASSU ».

  - Mise en circulation du nouveau franc
  - Indépendance du Cameroun
- 24 janvier-1er février : semaine des barricades à Alger
- 3 avril : création du Parti socialiste unifié (PSU)
- 4 avril : indépendance du Sénégal
- 27 avril : indépendance du Togo
- 26 juin : indépendance de Madagascar
- 1er août : indépendance du Bénin
- 3 août : indépendance du Niger
- 5 août : indépendance du Burkina Faso
- 7 août : indépendance de la Côte d'Ivoire
- 11 août : indépendance du Tchad
- 13 août : indépendance de la République centrafricaine
- 15 août : indépendance du Congo
- 17 août : indépendance du Gabon
- 22 septembre : indépendance du Mali
- 28 novembre : indépendance de la Mauritanie

### 1961
- 8 janvier : référendum sur l'autodétermination en Algérie : victoire du « oui »
- 21 avril : putsch des généraux : tentative de coup d'État, fomentée par une partie des militaires de carrière de l'armée française en Algérie
- 17 octobre : massacre d'Algériens lors d'une manifestation à Paris

### 1962

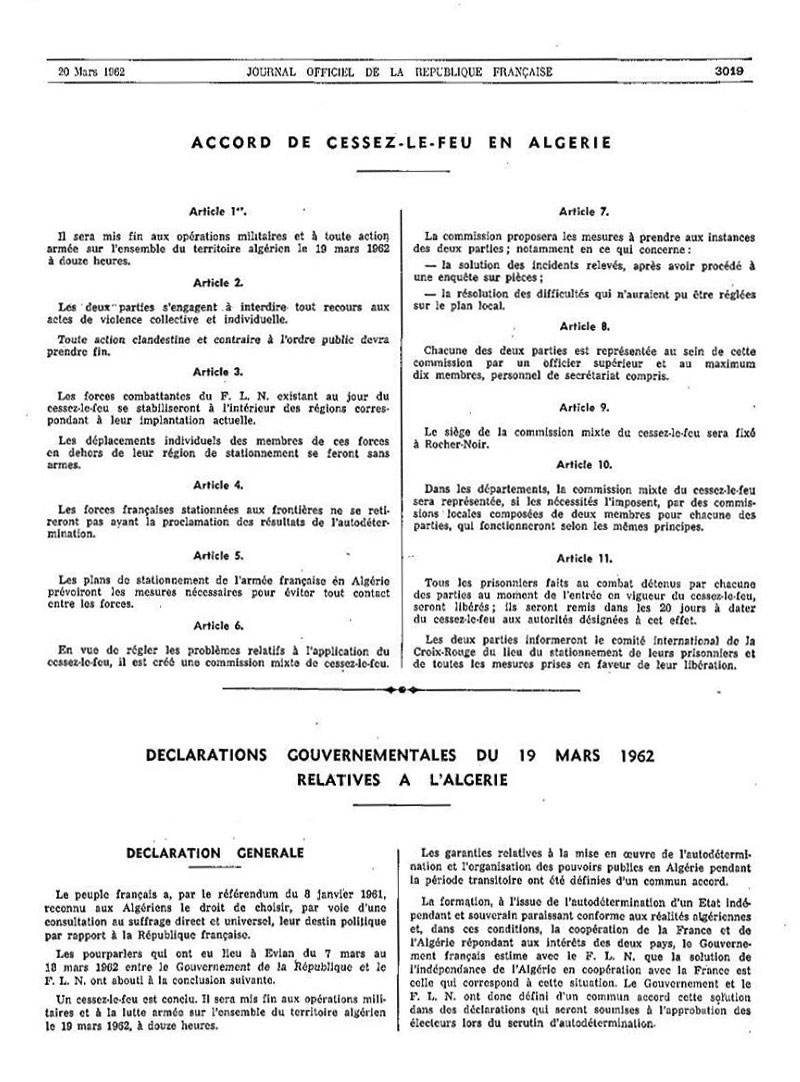
Journal officiel de la République française du 20 mars 1962 : « Déclarations gouvernementales du 19 mars 1962 relatives à l'Algérie ».

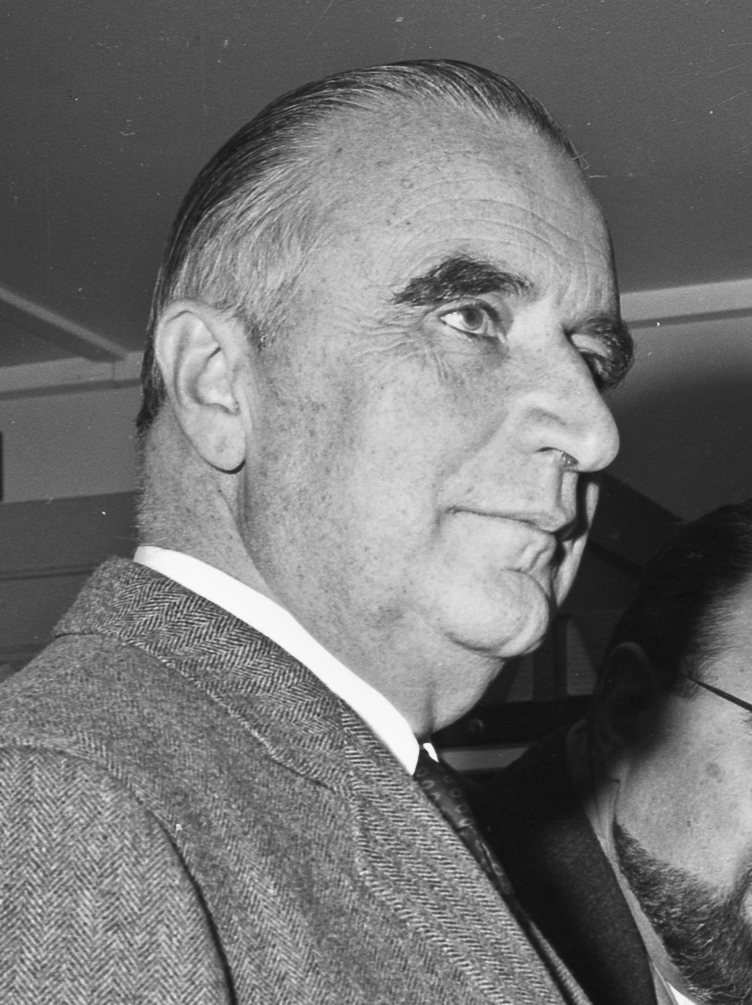
Georges Pompidou en 1963.

- 8 février : manifestation à Paris contre l'Organisation armée secrète (OAS) ; 8 morts au métro Charonne
- 18 mars : signature des accords d'Évian, prélude à l'indépendance de l'Algérie
- 8 avril : référendum sur les accords d'Évian ; victoire du « oui »
- 14 avril : nomination de Georges Pompidou (UNR) au poste de Premier ministre
- 5 juillet : indépendance de l'Algérie
- 22 août : attentat du Petit-Clamart contre Charles de Gaulle
- 5 octobre : victoire d'une motion de censure de l'Assemblée nationale contre le gouvernement de Georges Pompidou
- 10 octobre : dissolution de l'Assemblée nationale
- 28 octobre : référendum français sur l'élection au suffrage universel du président de la République : 62 % de oui
- 18 novembre : premier tour des élections législatives
- 25 novembre : second tour ; nouvelle victoire de l'Union pour la nouvelle République - Union démocratique du travail (UNR-UDT, ex-UNR) et des modérés

### 1963

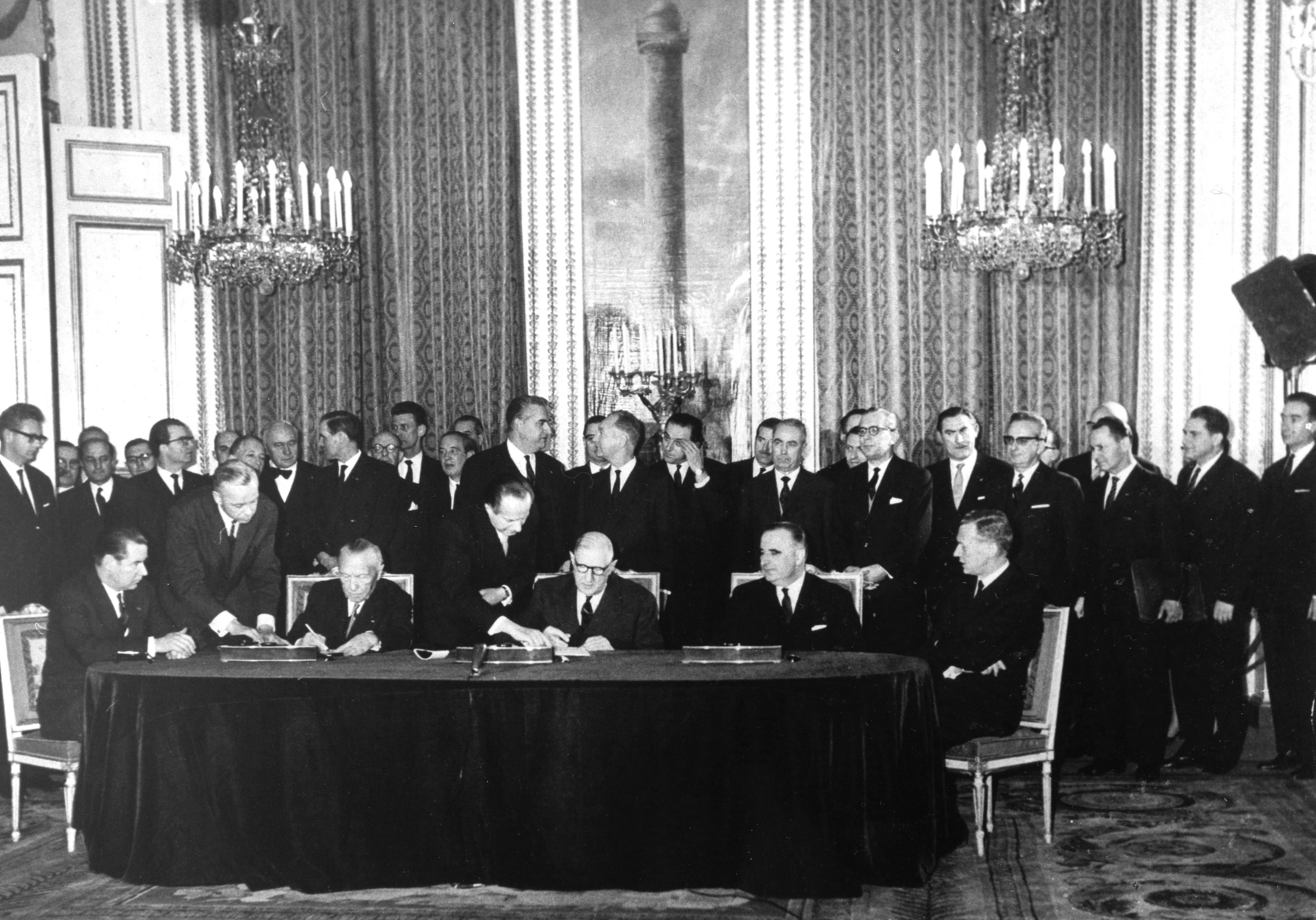
Signature du traité de l'Élysée.

- 22 janvier : Charles de Gaulle et Konrad Adenauer signent le traité de l'Élysée

### 1964
- 27 janvier : reconnaissance de la république populaire de Chine par Charles de Gaulle

### 1965
- Juillet : loi sur l'autonomie financière de la femme mariée et réforme des régimes matrimoniaux
- 10 septembre : création de la Fédération de la gauche démocrate et socialiste (FGDS)
- 5 décembre : premier tour de l'élection présidentielle
- 19 décembre : second tour ; élection de Charles de Gaulle pour un second mandat de président de la République

### 1966
- 2 février : création du Centre démocrate (CD)
- 7 mars : la France se retire du commandement intégré de l'OTAN

### 1967

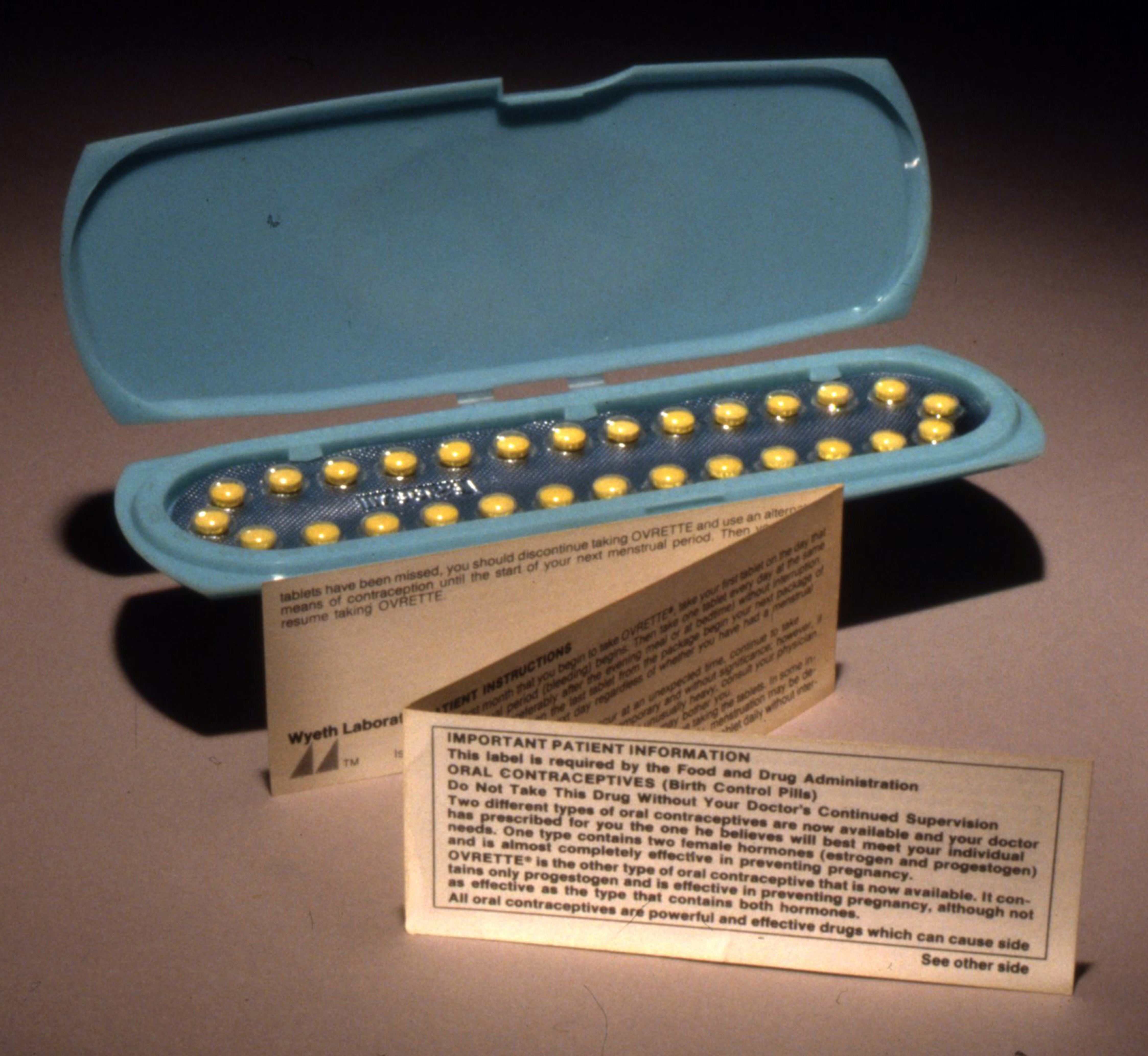
Une plaquette de contraceptifs oraux et leur notice, années 1970.

- 5 mars : premier tour des élections législatives
- 12 mars : second tour ; l'Union des républicains de progrès (URP), comprenant l'Union des démocrates pour la Cinquième République (UD-Ve, ex-UNR-UDT), obtient la majorité absolue à l'Assemblée nationale
- 28 décembre : promulgation de la loi Neuwirth autorisant la contraception

### 1968
- Mai-juin : mouvement social d'ampleur inédite
- 30 mai : dissolution de l'Assemblée nationale

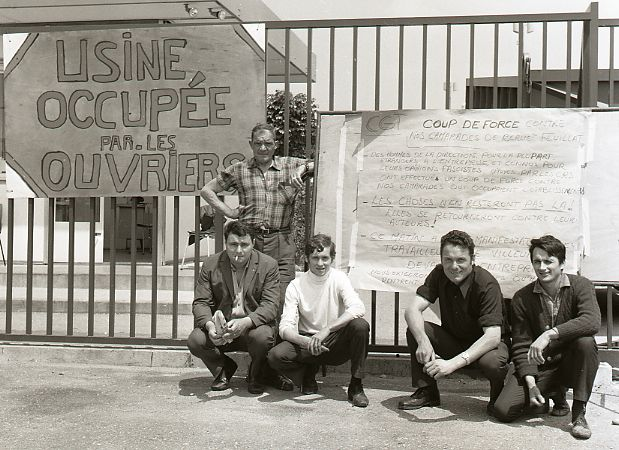
Mai 68. Ouvriers français devant des pancartes indiquant l'occupation de leur usine.

- 23 juin : premier tour des élections législatives
- 30 juin : second tour ; victoire encore plus large de l'URP, l'UD-Ve obtient à elle seule la majorité absolue
- 10 juillet : nomination de Maurice Couve de Murville (UD-Ve) au poste de Premier ministre

### 1969
- 27 avril : référendum sur la réforme régionale et du Sénat : victoire du « non »
- 28 avril : peu après minuit, Charles de Gaulle annonce sa démission de la présidence de la République ; début du premier intérim présidentiel d'Alain Poher (CD)
- 1er juin : premier tour de l'élection présidentielle
- 15 juin : second tour ; élection de Georges Pompidou (UDR, ex-UD-Ve) au mandat de président de la République
- 20 juin : nomination de Jacques Chaban-Delmas (UDR) au poste de Premier ministre
- 13 juillet : création du Parti socialiste (PS) à l'issue du Congrès d'Issy-les-Moulineaux

## Années 1970

### 1970
- 7 janvier : promulgation de la loi instaurant le SMIC

### 1971

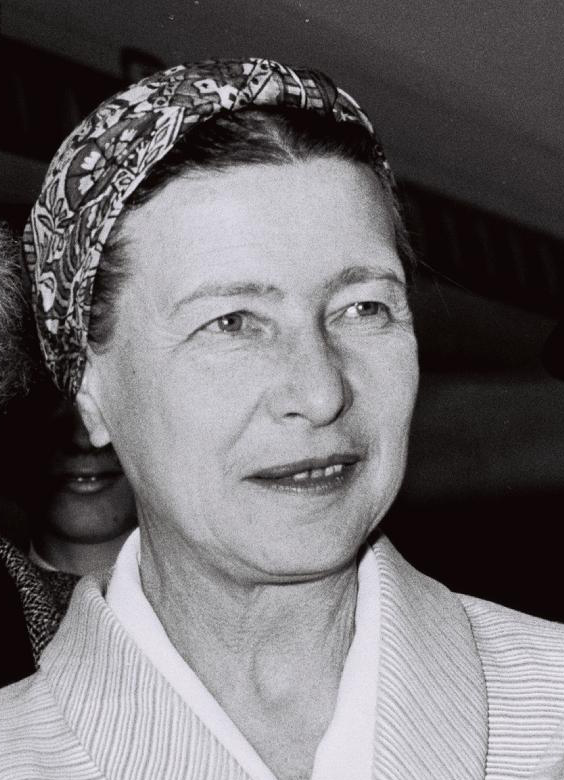
Simone de Beauvoir, rédactrice du Manifeste des 343 (ici en 1967).

- 5 avril : publication du Manifeste des 343 réclamant la légalisation de l'avortement
- 16 juin : au Congrès du PS à Épinay, François Mitterrand devient premier secrétaire

### 1972
- 23 avril : référendum sur l'élargissement de la CEE : victoire du « oui »
- 26 juin : création du programme commun de gouvernement de l'Union de la gauche
- 6 juillet : nomination de Pierre Messmer (UDR) au poste de Premier ministre
- 5 octobre : création du Front national (FN)

### 1973

Logo de Libération.

- 4 mars : premier tour des élections législatives
- 11 mars : second tour ; la majorité est reconduite
- 18 avril : création du quotidien Libération par Serge July

### 1974

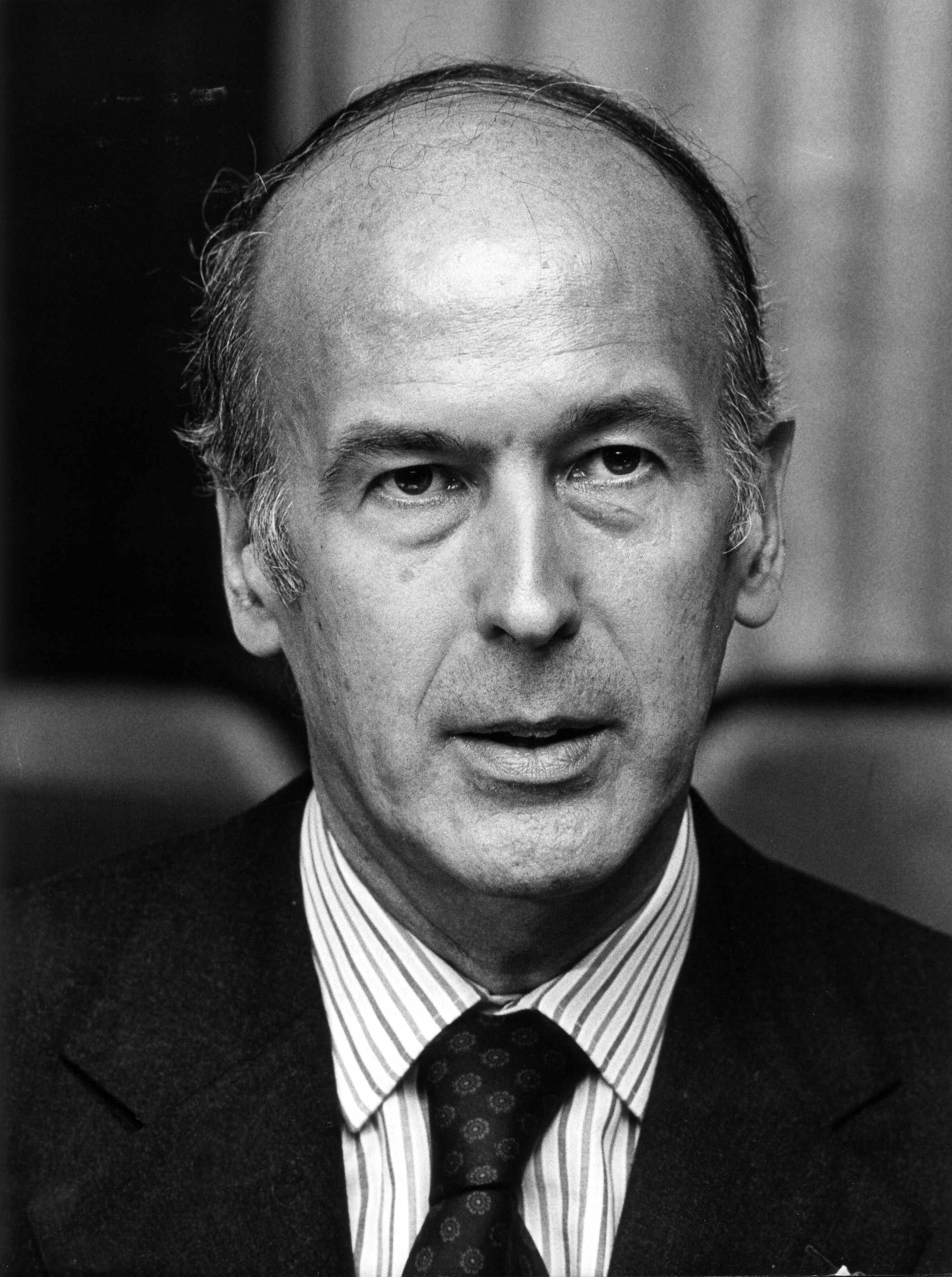
Valéry Giscard d'Estaing en 1975.

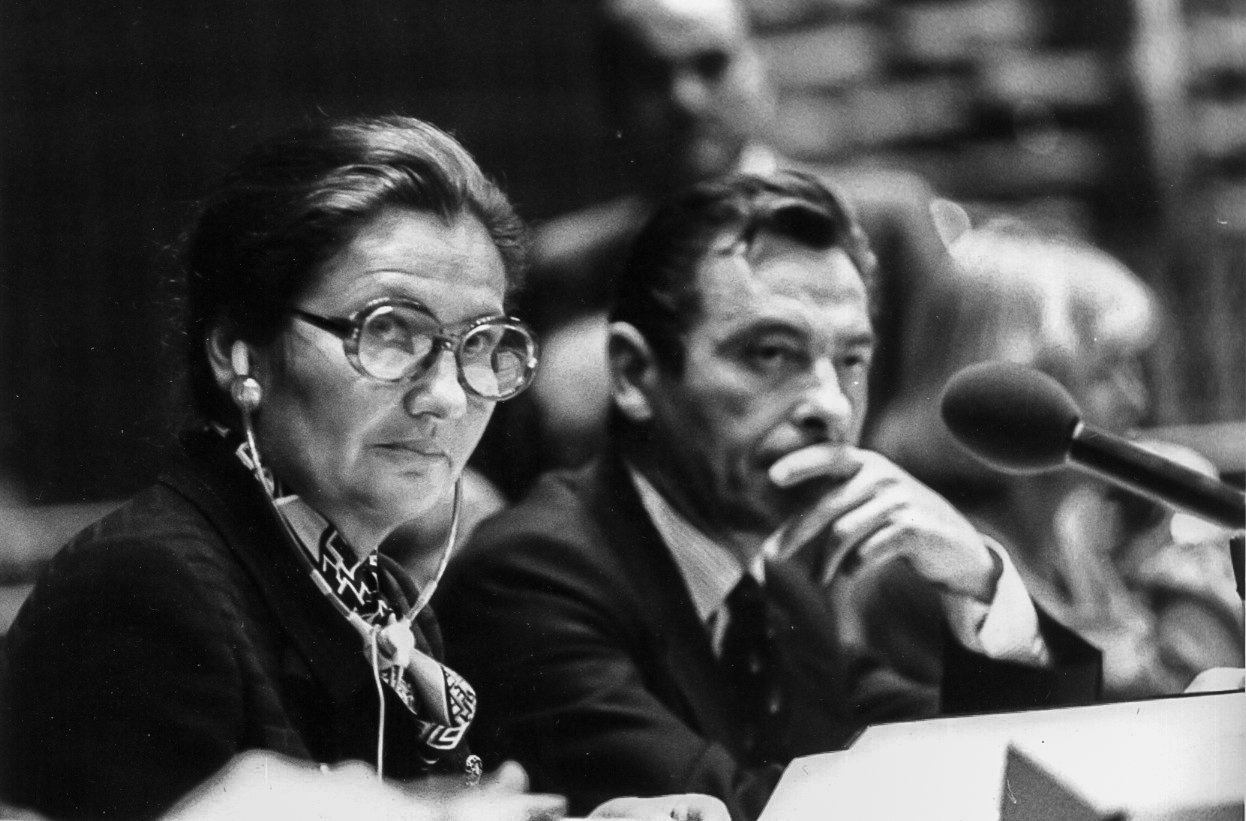
Simone Veil en 1979.

- 2 avril : mort de Georges Pompidou ; début du second intérim présidentiel d'Alain Poher (CD)
- 5 mai : premier tour de l'élection présidentielle
- 19 mai : second tour ; élection de Valéry Giscard d'Estaing (FNRI) au mandat de président de la République
- 28 mai : nomination de Jacques Chirac (UDR) au poste de Premier ministre
- 5 juillet : abaissement de la majorité à 18 ans
- 19 décembre : promulgation de la loi Veil dépénalisant l'IVG

### 1975
- 6 juillet : indépendance des Comores

### 1976

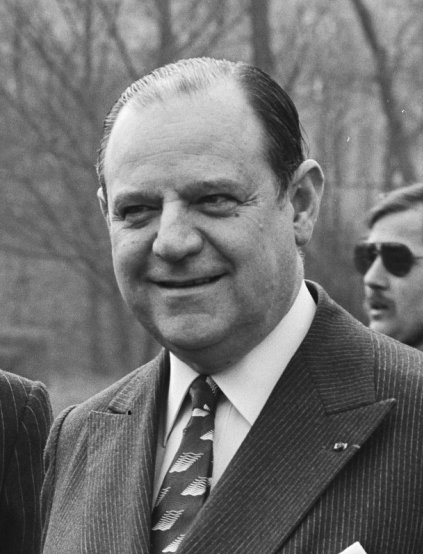
Raymond Barre en 1980.

- 27 août : nomination de Raymond Barre (indépendant, proche de l'UDR) au poste de Premier ministre
- 5 décembre : création du Rassemblement pour la République (RPR, ex-UDR)

### 1977
Apparition du Mouvement autonome
- 27 juin : indépendance de Djibouti
- 23 septembre : rupture de l'Union de la gauche

### 1978
- Février : création de l'Union pour la démocratie française (UDF)
- 12 mars : premier tour des élections législatives
- 19 mars : second tour ; victoire de la majorité

### 1979
Apparition du groupe Action directe
- 2 novembre : Jacques Mesrine est abattu par la police

## Années 1980

### 1980
- Mai : mouvement étudiant contre le décret Imbert visant à limiter l'inscription des étrangers dans les universités françaises
- 30 juillet : indépendance du Vanuatu

### 1981
- 26 avril : premier tour de l'élection présidentielle

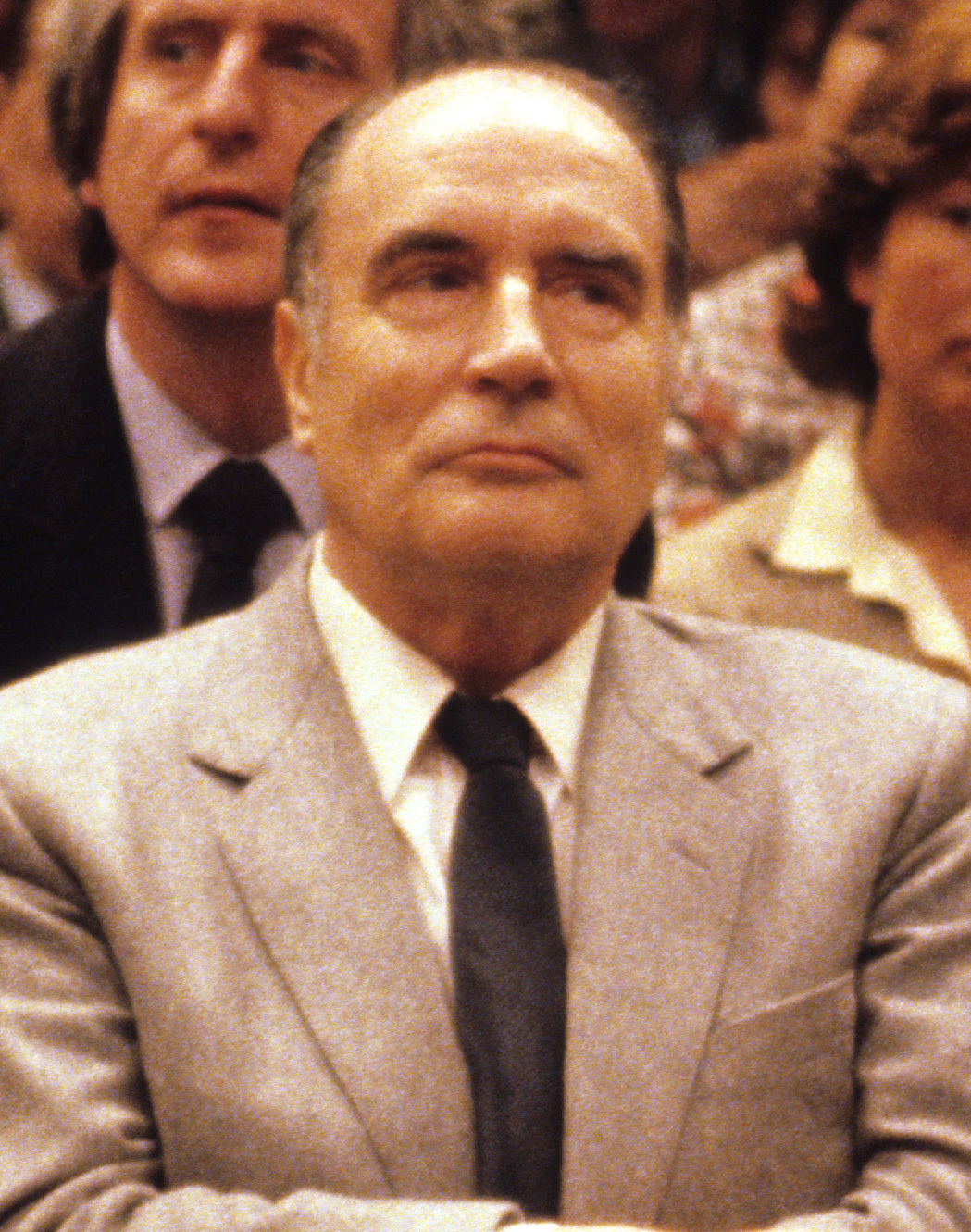
François Mitterrand en 1981.

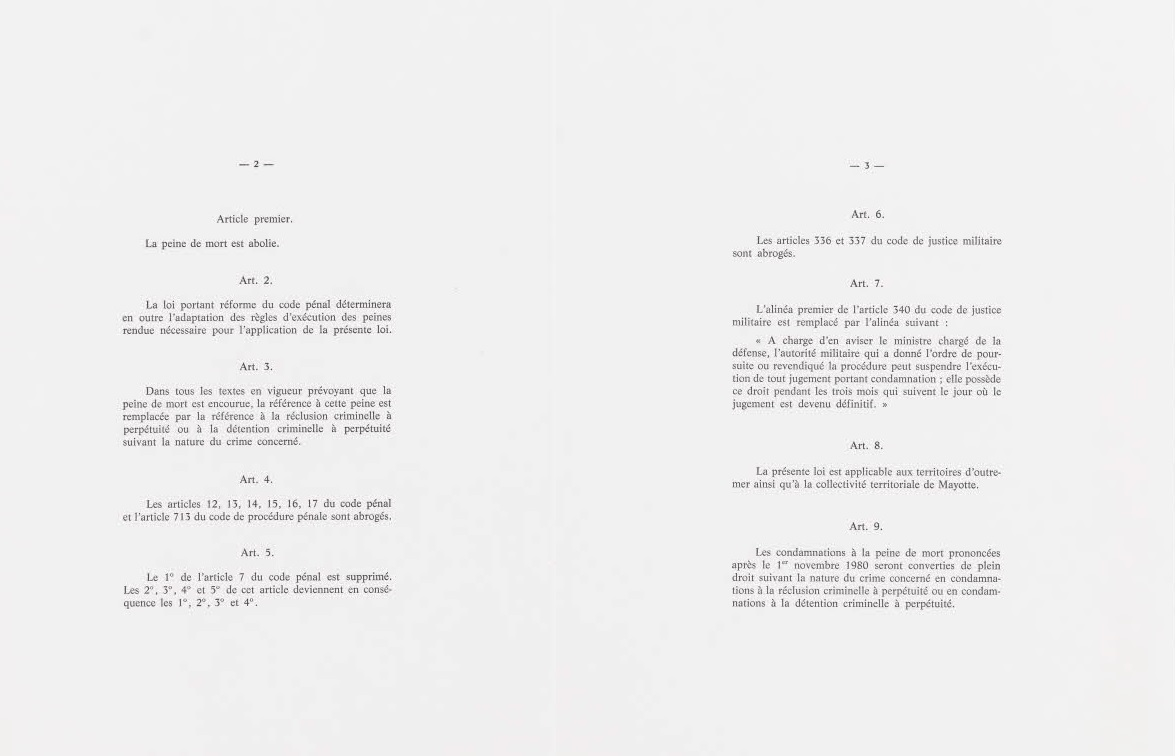
Loi du 9 octobre 1981 proclamant l'abolition de la peine de mort. Archives nationales 19940194/4.

- 10 mai : second tour ; élection de François Mitterrand (PS) au mandat de président de la République
- 22 mai :
  - Nomination de Pierre Mauroy (PS) au poste de Premier ministre
  - Dissolution de l'Assemblée nationale
- 14 juin : premier tour des élections législatives
- 21 juin : second tour ; le PS obtient la majorité absolue à l'Assemblée nationale
- 9 octobre : abolition de la peine de mort

### 1984
- 17 juillet : nomination de Laurent Fabius (PS) au poste de Premier ministre

### 1986

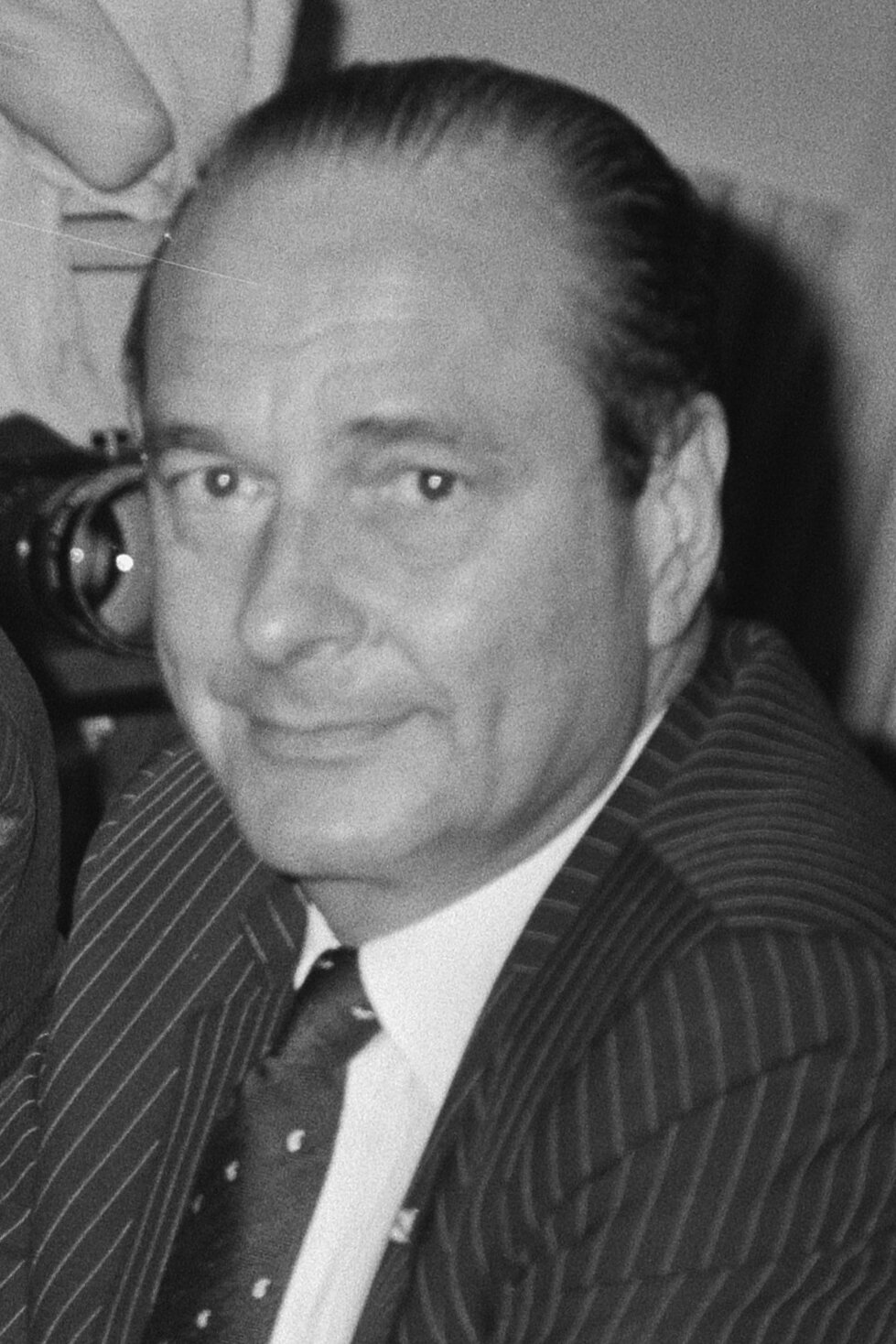
Jacques Chirac en 1986.

- 16 mars : élections législatives (tour unique) ; la droite obtient de justesse la majorité absolue à l'Assemblée nationale
- 20 mars : nomination de Jacques Chirac (RPR) au poste de Premier ministre (début de la première cohabitation)

### 1988
- 24 avril : premier tour de l'élection présidentielle
- 8 mai : second tour ; élection de François Mitterrand pour un second mandat de président de la République
- 10 mai : nomination de Michel Rocard (PS) au poste de Premier ministre
- 14 mai : dissolution de l'Assemblée nationale
- 5 juin : premier tour des élections législatives
- 12 juin : second tour ; le PS obtient une majorité relative
- 3 novembre : référendum sur l'autodétermination de la Nouvelle-Calédonie : victoire du « oui »

## Années 1990

### 1991
- 15 mai : nomination d'Édith Cresson (PS) au poste de Premier ministre

### 1992
- 2 avril : nomination de Pierre Bérégovoy (PS) au poste de Premier ministre
- 20 septembre : référendum sur l'approbation du traité de Maastricht : victoire très serrée du « oui »

### 1993
- 21 mars : premier tour des élections législatives
- 28 mars : second tour ; victoire de la droite
- 29 mars : nomination d'Édouard Balladur (RPR) au poste de Premier ministre (début de la deuxième cohabitation)

### 1994
- Mars : mouvement contre le contrat d'insertion professionnelle (CIP)

### 1995
- 23 avril : premier tour de l'élection présidentielle

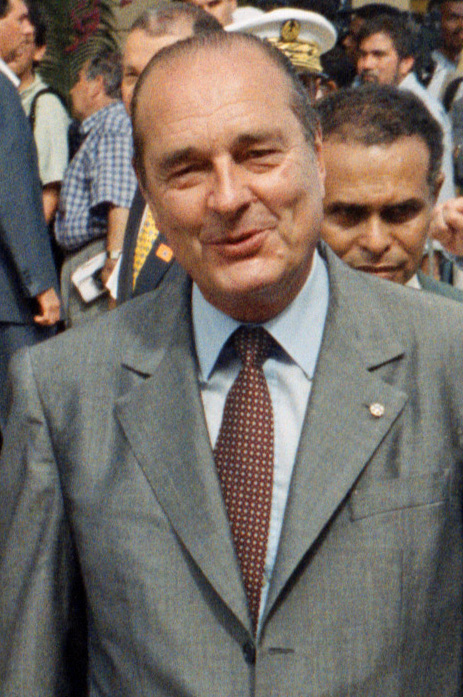
Jacques Chirac en 1997.

- 7 mai : second tour ; élection de Jacques Chirac (RPR) au mandat de président de la République
- 17 mai : nomination d'Alain Juppé (RPR) au poste de Premier ministre
- 24 novembre au 15 décembre : vague de grèves contre le « plan Juppé »

### 1996
Apparition du mouvement des « sans-papiers »

### 1997
- 21 avril : dissolution de l'Assemblée nationale

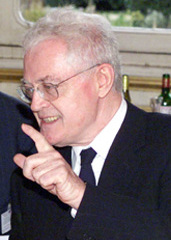
Lionel Jospin en 2000.

- 25 mai : premier tour des élections législatives
- 1er juin : second tour ; victoire de la gauche plurielle
- 2 juin : nomination de Lionel Jospin (PS) au poste de Premier ministre (début de la troisième cohabitation)
- 28 octobre : suspension du service national

### 1998
- 5 mai : accord de Nouméa afin de régler la crise en Nouvelle-Calédonie
- 12 juillet : première victoire de l'équipe de France à la Coupe du monde de football

### 1999

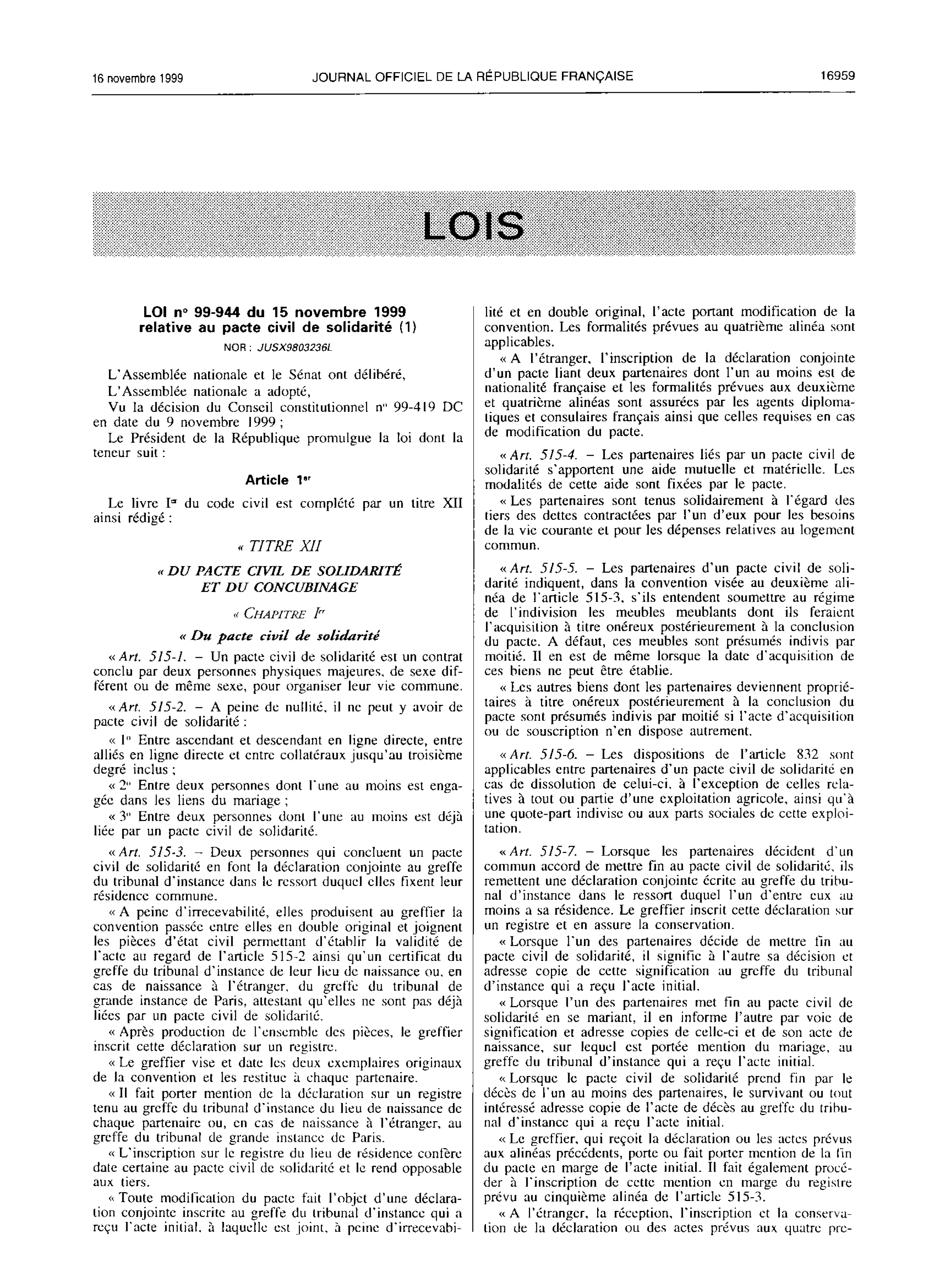
Loi du 15 novembre 1999 relative au PACS.

- 27 juillet : promulgation de la loi instituant la couverture maladie universelle (CMU)
- 15 novembre : promulgation de la loi créant le pacte civil de solidarité (PACS)
- 26 et 28 décembre : les tempêtes Lothar puis Martin font plus de 90 morts et ravagent 1 million d'hectares de forêts

## Années 2000

### 2000
- 1er janvier : réduction de la durée hebdomadaire de travail à 35 heures dans les entreprises de plus de 20 salariés
- 1er juillet au 31 décembre : présidence française du Conseil de l'Union européenne
- 24 septembre : référendum sur la réduction du mandat présidentiel ; le « oui » l'emporte avec 73,2 % des suffrages exprimés mais avec 69,8 % d'abstention

### 2001
- 4 juillet : le délai de l'IVG est porté à 12 semaines
- 21 septembre : explosion de l'usine AZF de Toulouse

### 2002

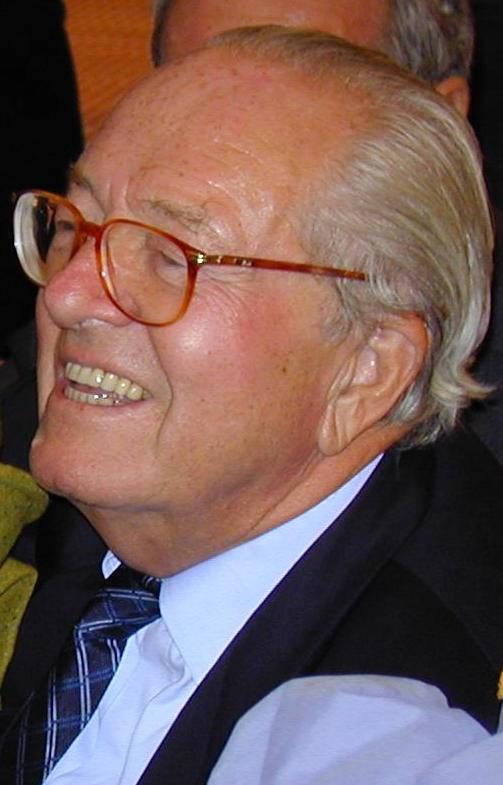
Jean-Marie Le Pen en 2001.

- 1er janvier : mise en circulation de l'euro
- 17 janvier : promulgation de la loi de modernisation sociale réprimant le harcèlement moral en entreprise
- 22 janvier : promulgation de la loi autorisant l'accouchement sous X
- 21 avril : premier tour de l'élection présidentielle ; Jacques Chirac et Jean-Marie Le Pen (FN) arrivent en tête ; la qualification inédite et inattendue de l'extrême droite pour le second tour entraîne d'importantes manifestations contre le FN
- 5 mai : second tour ; élection de Jacques Chirac pour un deuxième mandat de président de la République
- 6 mai : nomination de Jean-Pierre Raffarin au poste de Premier ministre
- 9 juin : premier tour des élections législatives
- 16 juin : second tour ; victoire du nouveau parti de droite issu notamment du RPR, l'Union pour un mouvement populaire (UMP)
- 8 et 9 septembre : inondations dans le sud de la France (23 morts dont 22 dans le Gard)
- 15 octobre : assouplissement des dispositions de la loi sur les 35 heures

### 2003

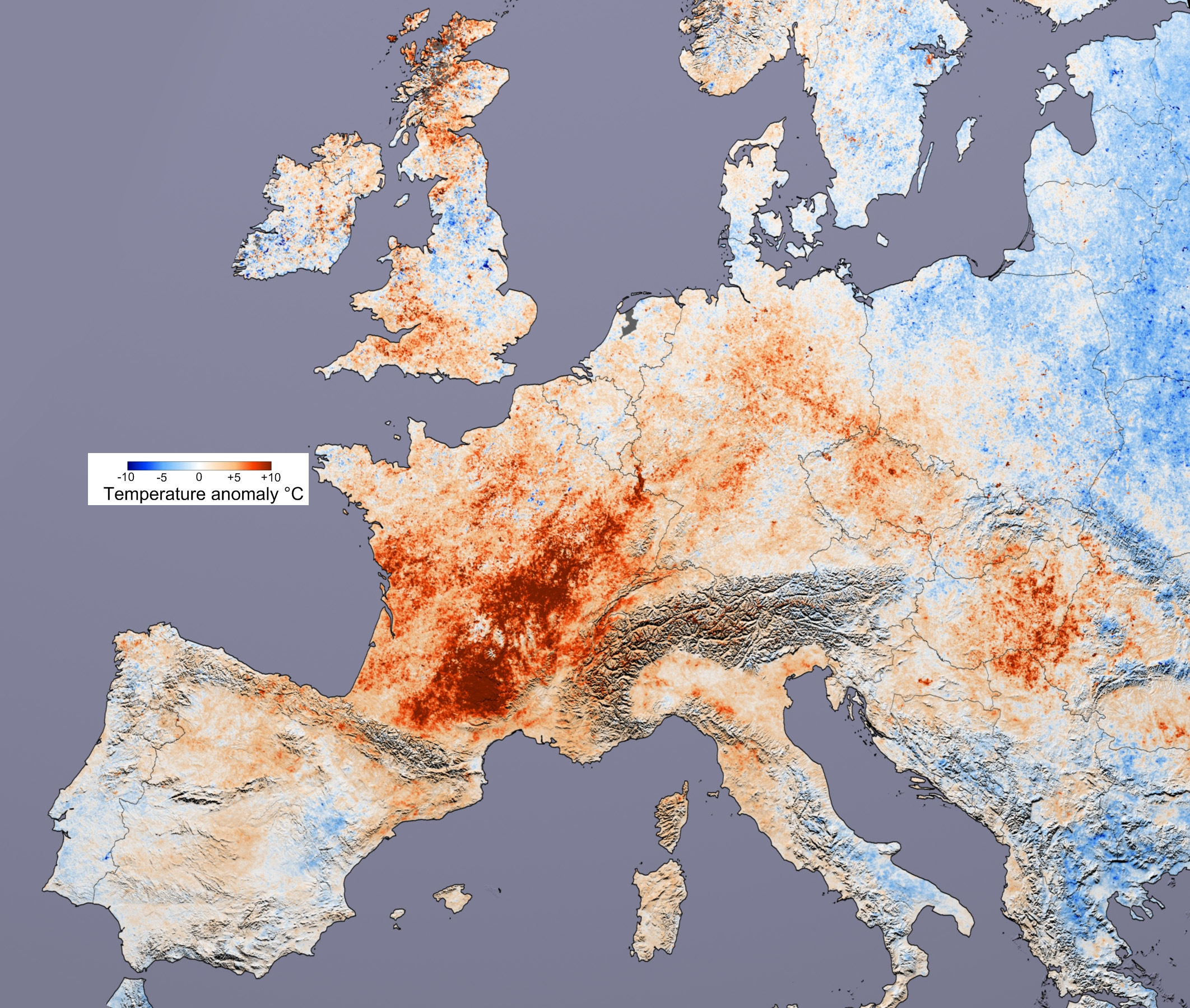
Écarts de températures par rapport à la normale lors de la canicule européenne d'août 2003.

- Août : une canicule d'ampleur exceptionnelle fait environ 15 000 morts

### 2004
- 5 juin : célébration du premier mariage homosexuel français, annulé ensuite par la justice

### 2005

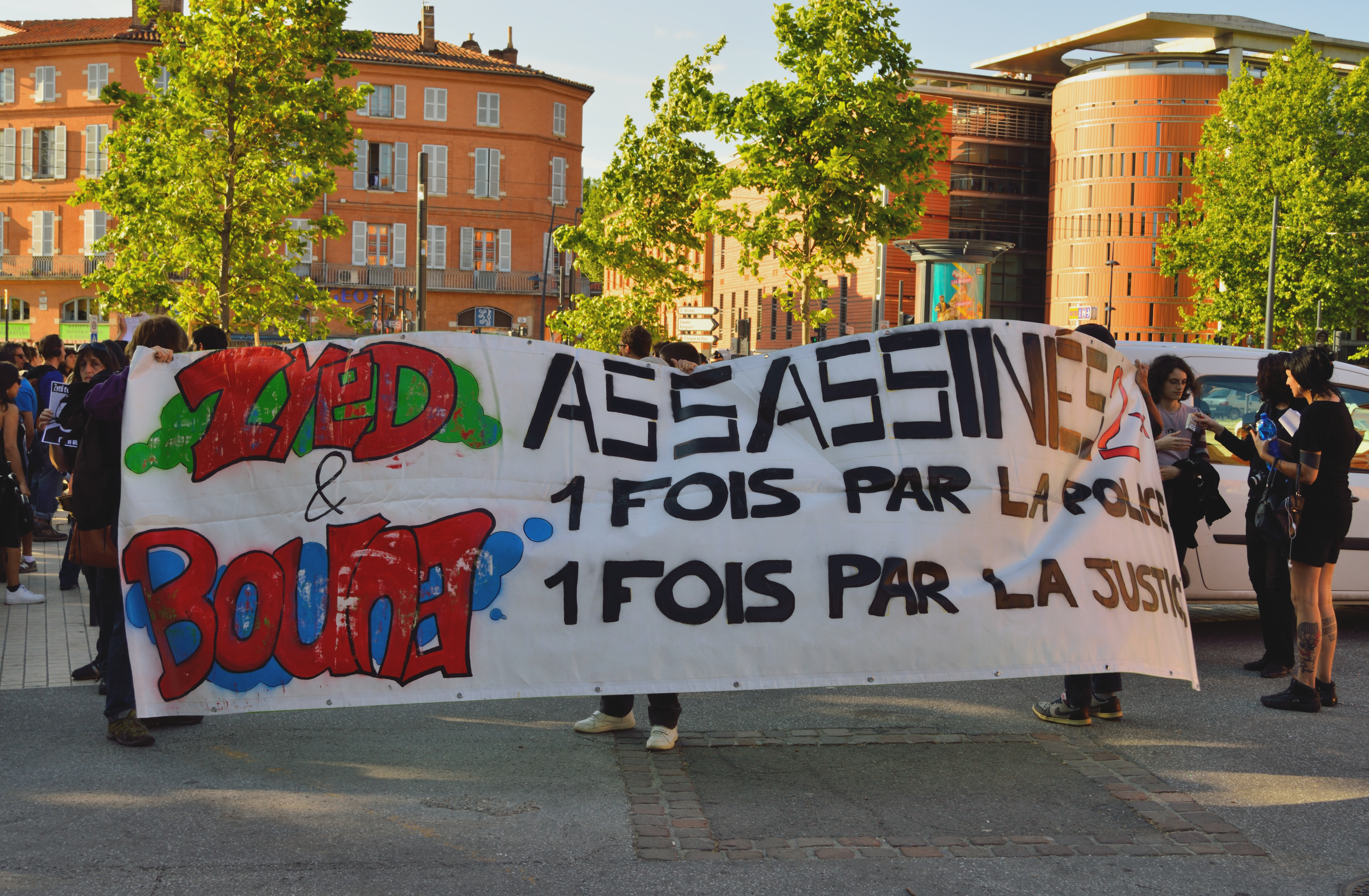
Banderole dans un rassemblement contre l'impunité policière, le jour où les policiers poursuivis dans l'affaire Zyed et Bouna sont acquittés.

- 29 mai : référendum français sur le traité établissant une Constitution pour l'Europe ; victoire du « non »
- 31 mai : nomination de Dominique de Villepin au poste de Premier ministre
- 27 octobre : émeutes dans les banlieues françaises

### 2006
- Mars à avril : rejet massif par les salariés et les étudiants du contrat première embauche (CPE)

### 2007

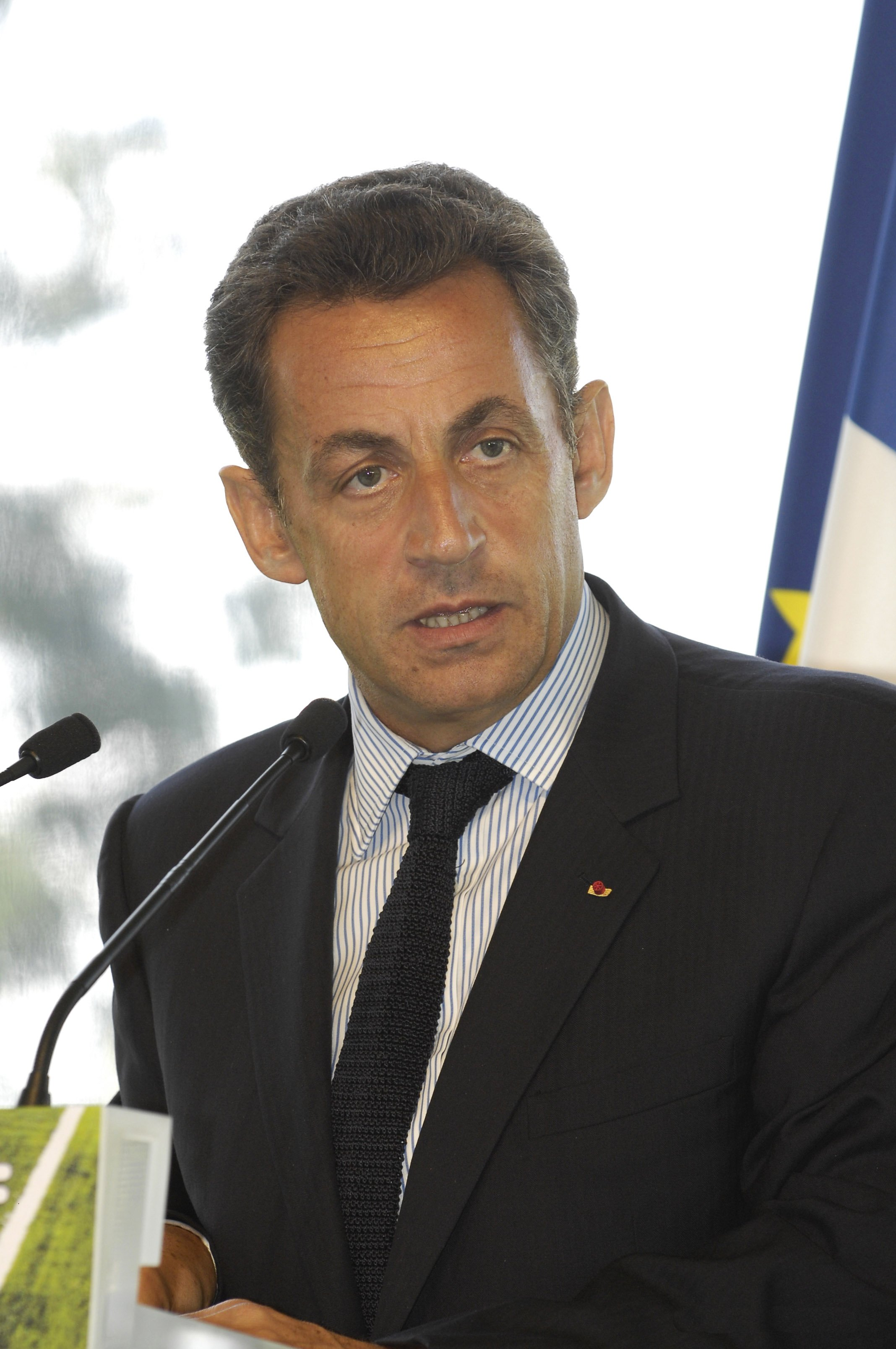
Nicolas Sarkozy en 2007.

- 3 avril : le TGV français bat son propre record du monde, 574,8 km/h sur un tronçon de la ligne Paris-Strasbourg
- 6 mai : élection de Nicolas Sarkozy (UMP) à la présidence de la République
- 17 mai : nomination de François Fillon (UMP) au poste de Premier ministre
- 17 juin : second tour des élections législatives ; l'UMP conserve la majorité absolue à l'Assemblée nationale

### 2008
- 1er juillet au 31 décembre : présidence française du Conseil de l'Union européenne
- 23 juillet : promulgation de la réforme de la constitution modifiant de nombreux articles
- 24 novembre : début d'une grève générale en Guyane

### 2009
- 20 janvier : la grève générale s'étend à la Guadeloupe
- 5 février : la grève générale s'étend à la Martinique
- 24 janvier : tempête Klaus dans le sud-ouest ; de nombreux foyers sont privés d'électricité et la forêt des Landes est durement abîmée, des décès sont à déplorer

## Années 2010

### 2010

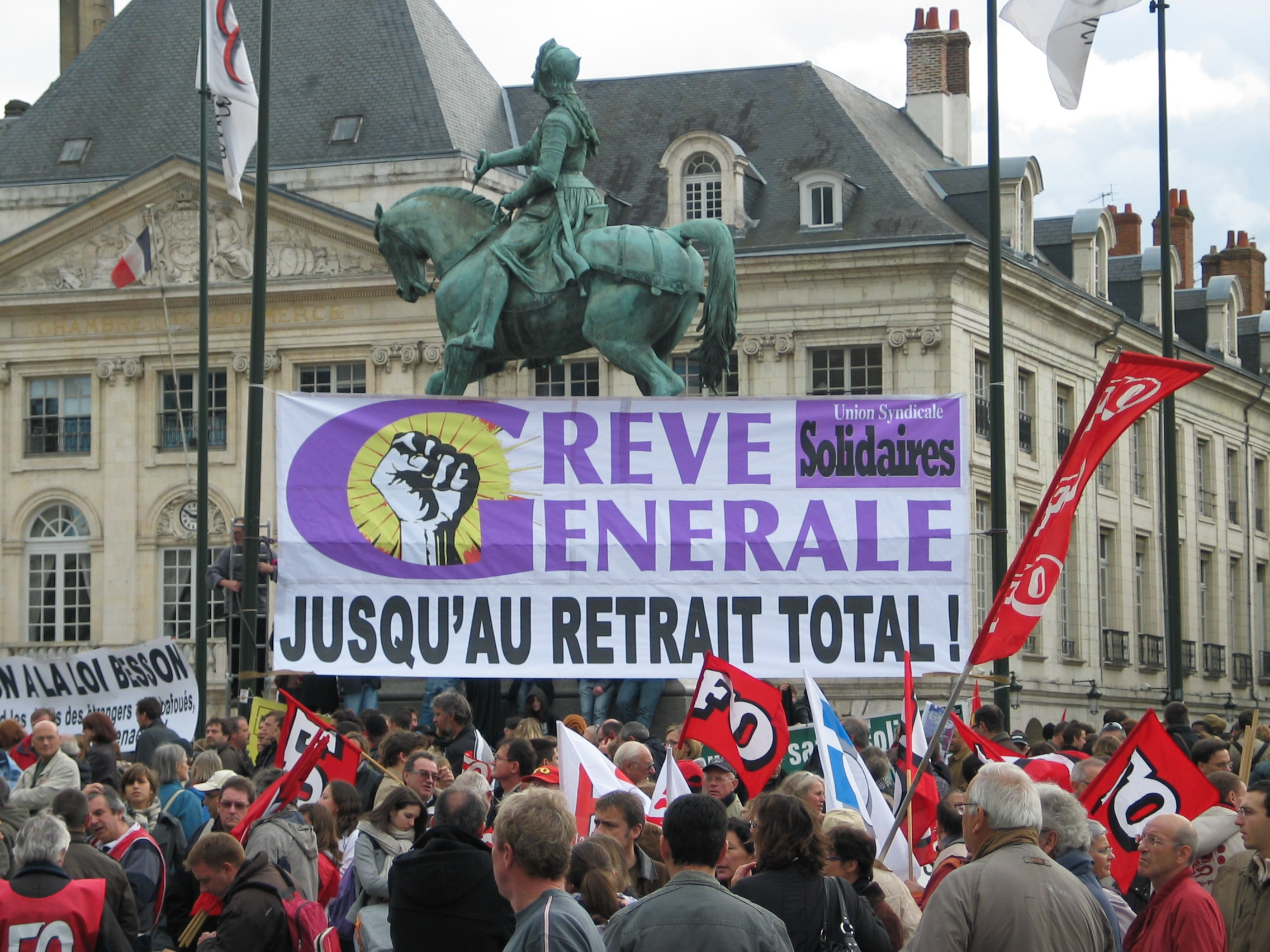
Bannière de SUD appelant à la grève générale, place du Martroi à Orléans le 16 octobre 2010.

- Mars à novembre : manifestations et grèves contre la réforme des retraites

### 2011
- 25 septembre : aux élections sénatoriales, la gauche obtient 178 sièges contre 170 pour la droite ; le Sénat change de majorité pour la première fois depuis le début de la Ve République

### 2012

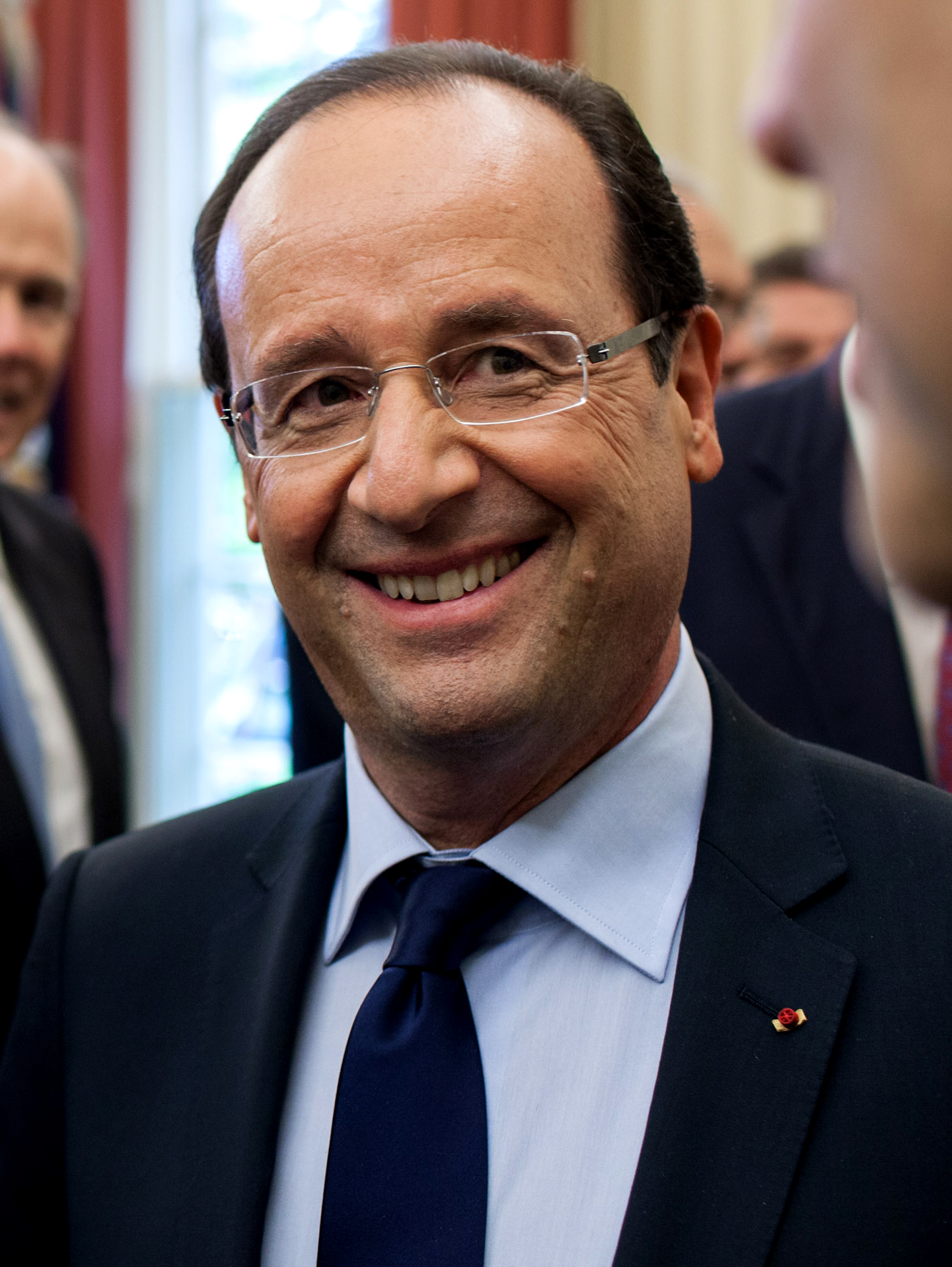
François Hollande en 2012.

- 11, 15 et 19 mars : attentats contre une école juive et des militaires à Toulouse et Montauban
- 6 mai : élection de François Hollande (PS) à la présidence de la République
- 15 mai : nomination de Jean-Marc Ayrault (PS) au poste de Premier ministre
- 17 juin : second tour des élections législatives ; le Parti socialiste obtient la majorité absolue à l'Assemblée nationale

### 2013
- 11 janvier 2013 au 1er août 2014 : opération Serval au Mali
- 17 mai : promulgation de la loi autorisant les mariages entre personnes de même sexe

### 2014
- 11 janvier 2013 au 1er août 2014 : opération Serval au Mali
- 31 mars : nomination de Manuel Valls (PS) au poste de Premier ministre
- 1er août : lancement de l'opération Barkhane au Sahel
- 19 septembre : lancement de l'opération Chammal en Irak et en Syrie
- 28 septembre : élections sénatoriales ; la droite retrouve la majorité au Sénat, le Front national a des élus pour la première fois

### 2015
Vague d'attentats meurtriers dont :

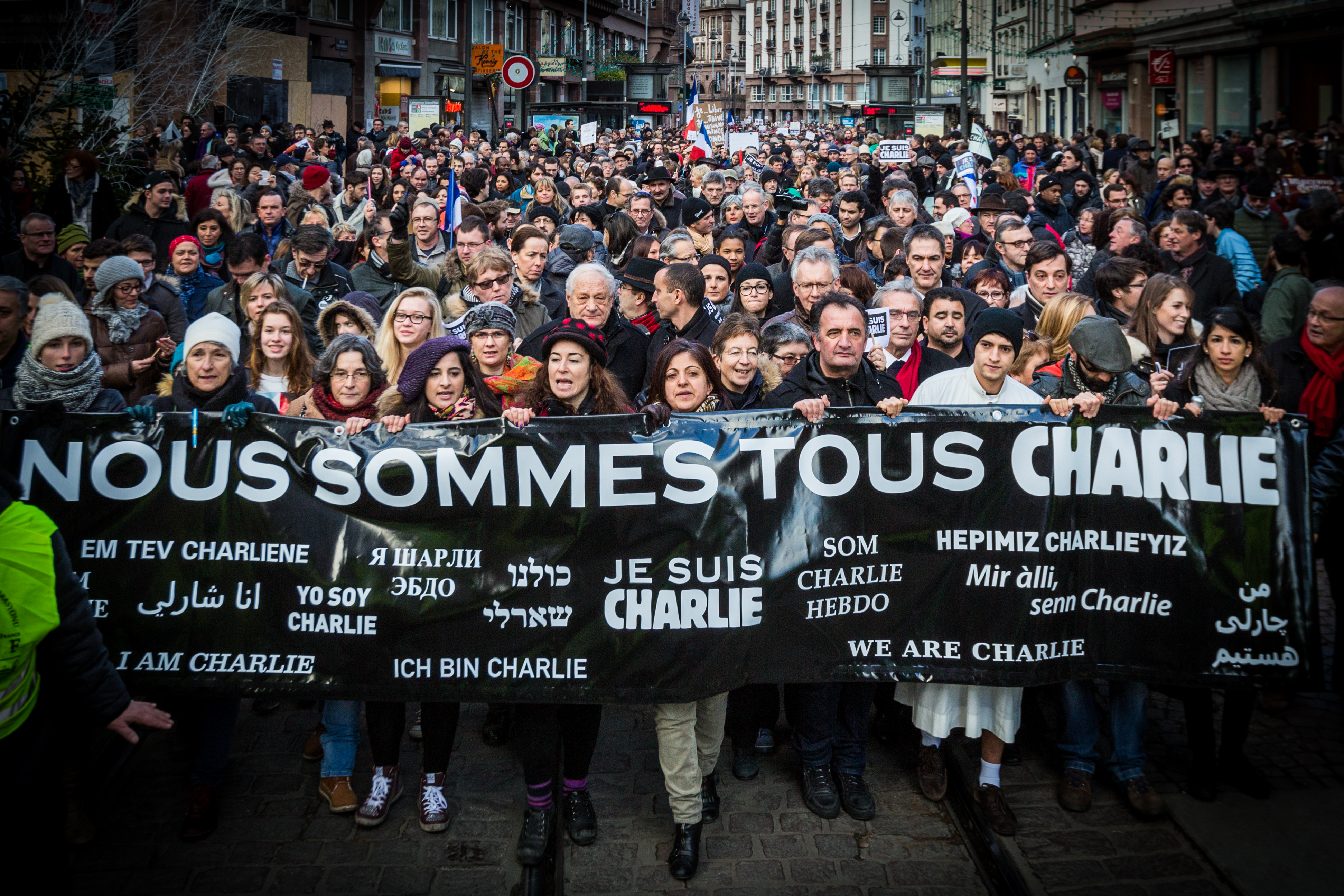
Manifestation de soutien aux familles des victimes de l'attentat contre Charlie Hebdo, à Strasbourg, le 11 janvier 2015.

- 7 janvier : fusillade dans les locaux de Charlie Hebdo
- 9 janvier : prise d'otages au magasin Hyper Cacher de la porte de Vincennes
- 13 novembre : fusillades et attaques-suicides au Bataclan, au Stade de France et dans des restaurants et des bars parisiens

### 2016
- 1er janvier : entrée en vigueur des nouvelles régions
- 10 février : création de La France insoumise (LFI)
- Mars à juin : Nuit debout (manifestations et grèves contre la loi Travail)
- 6 avril : création de La République en marche (LREM)
- 14 juillet : attentat terroriste sur la promenade des Anglais à Nice
- 6 décembre : nomination de Bernard Cazeneuve (PS) au poste de Premier ministre

### 2017

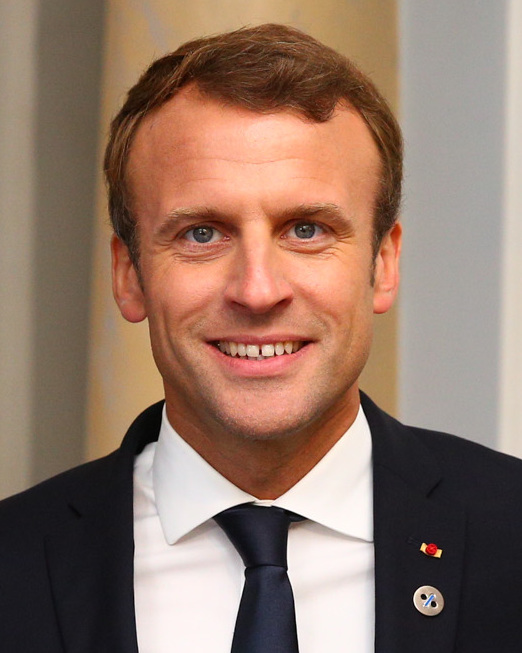
Emmanuel Macron en 2017.

- 7 mai : élection d'Emmanuel Macron (LREM) à la présidence de la République
- 15 mai : nomination d'Édouard Philippe (alors membre des Républicains, ex-UMP) au poste de Premier ministre
- 18 juin : second tour des élections législatives ; La République en marche obtient la majorité absolue à l'Assemblée nationale
- Août : canicule en Europe
- 22 septembre : réforme du code du travail par ordonnances
- 24 septembre : élections sénatoriales ; Les Républicains (LR) restent majoritaires au Sénat avec 146 sièges

### 2018

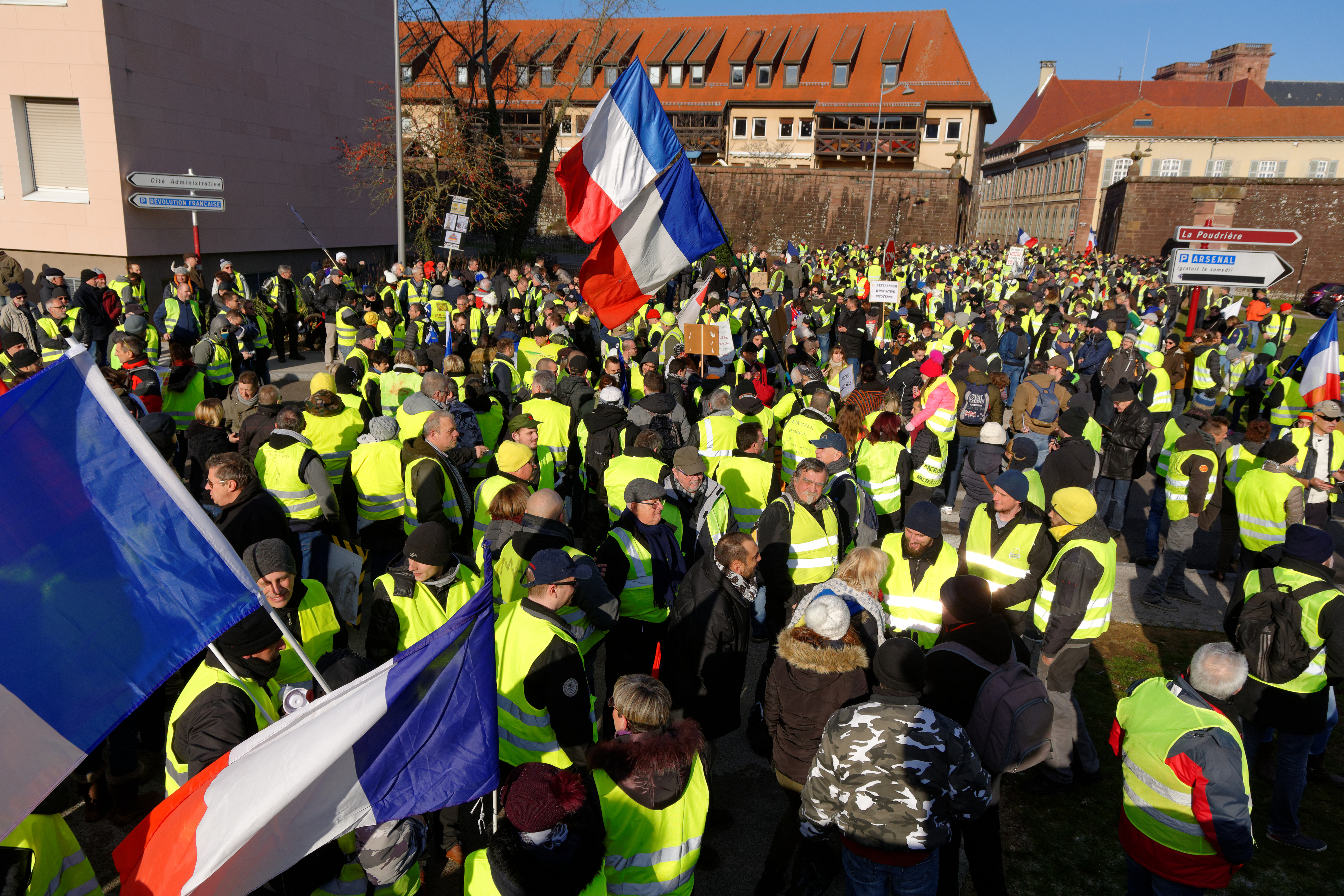
Mouvement des Gilets jaunes. Rassemblement à Belfort, le 19 janvier 2019.

- 19 janvier à mai : mouvement social à Mayotte
- 23 mars : attaques terroristes à Carcassonne et Trèbes
- 15 juillet : deuxième victoire de l'équipe de France à la Coupe du monde de football
- Juillet à août : canicule en Europe
- À partir du 16 octobre : mouvement des Gilets jaunes
- 4 novembre : premier référendum sur l'indépendance de la Nouvelle-Calédonie ; l'indépendance est rejetée
- 11 décembre : attentat terroriste sur le marché de Noël de Strasbourg

### 2019
- Mouvement des Gilets jaunes
- 15 au 16 avril : incendie de la cathédrale Notre-Dame de Paris
- Fin juillet : canicule en Europe
- 5 décembre 2019 au 20 février 2020 : manifestations et grèves contre la réforme des retraites

## Années 2020

### 2020
- Mouvement des Gilets jaunes
- 5 décembre 2019 au 20 février 2020 : manifestations et grèves contre la réforme des retraites
- 17 mars au 11 mai : premier confinement national lié à la pandémie de Covid-19
- 3 juillet : nomination de Jean Castex (alors membre de LR) au poste de Premier ministre
- Août : canicule en Europe
- 4 octobre : deuxième référendum sur l'indépendance de la Nouvelle-Calédonie ; l'indépendance est rejetée
- 16 octobre : assassinat d'un professeur d'enseignement moral et civique
- 17 au 29 octobre : couvre-feu territorialisé lié à la pandémie de Covid-19
- 30 octobre au 15 décembre : deuxième confinement national lié à la pandémie de Covid-19
- 15 décembre 2020 au 20 juin 2021 : couvre-feu national lié à la pandémie de Covid-19

### 2021
- 15 décembre 2020 au 20 juin 2021 : couvre-feu national lié à la pandémie de Covid-19
- 3 avril au 3 mai : troisième confinement national lié à la pandémie de Covid-19
- Juillet à août : canicule en Europe
- 21 juillet 2021 au 24 mars 2022 : le passe vaccinal est obligatoire dans de nombreux lieux de loisirs et de culture
- 16 au 26 août : feux de forêt dans le Var
- 12 décembre : troisième référendum sur l'indépendance de la Nouvelle-Calédonie, boycotté par les indépendantistes ; l'indépendance est rejetée

### 2022

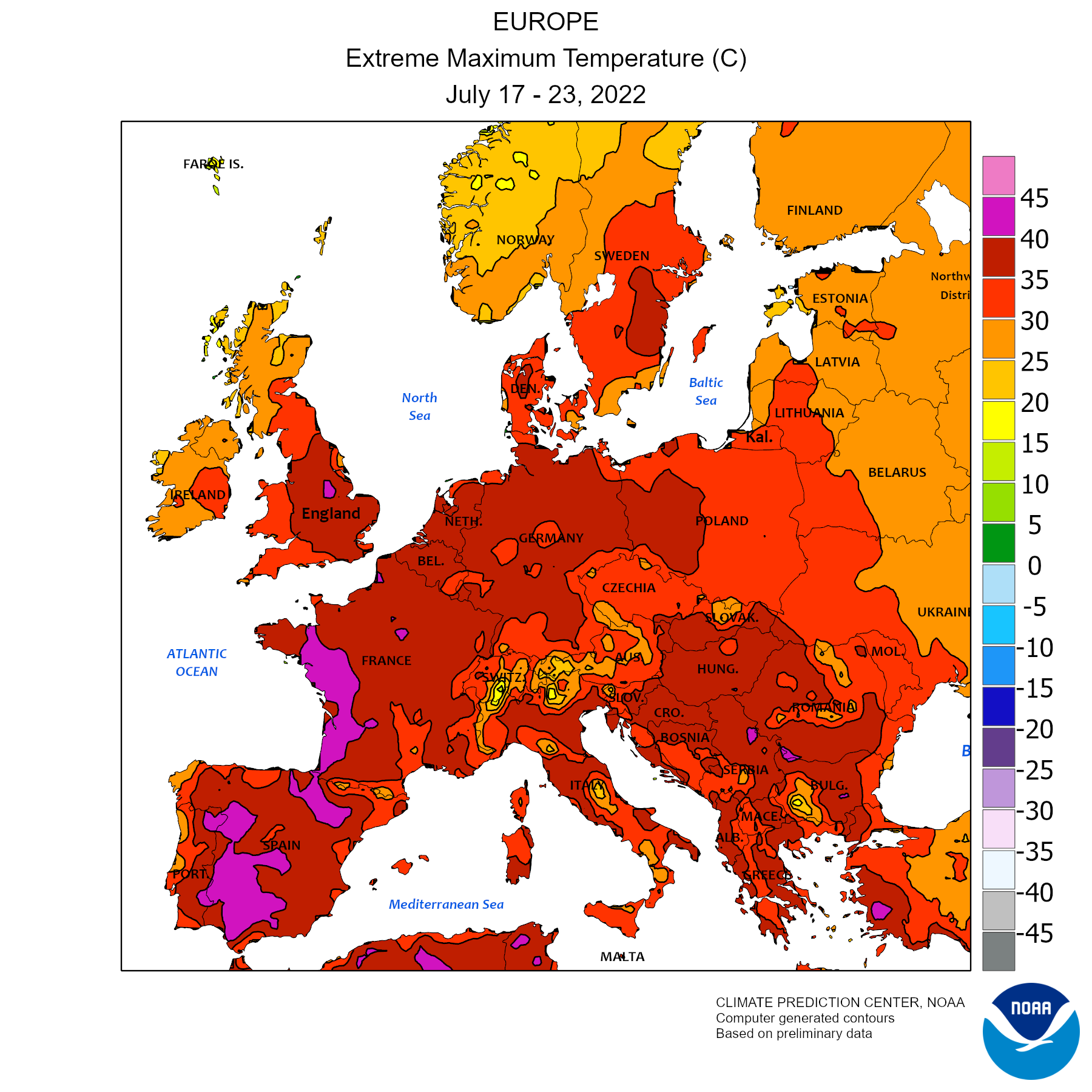
Canicule de 2022 en Europe. Températures maximales du 17 juillet- 2022- au 23 juillet 2022.

- 21 juillet 2021 au 24 mars 2022 : le passe vaccinal est obligatoire dans de nombreux lieux de loisirs et de culture
- 1er janvier au 30 juin : présidence française du Conseil de l'Union européenne
- 24 avril : réélection d'Emmanuel Macron à la présidence de la République
- 16 mai : nomination d'Élisabeth Borne (LREM) au poste de Première ministre
- 19 juin : second tour des élections législatives ; aucun parti n'obtient la majorité absolue à la nouvelle Assemblée nationale, mais La République en marche reste majoritaire
- Juin à septembre : canicule et sécheresse en Europe (notamment en France)
- 12 au 25 juillet : feux de forêt en Gironde
- 9 au 14 août : reprise des feux à Landiras
- 23 décembre : fusillade visant des militants kurdes à Paris

### 2023

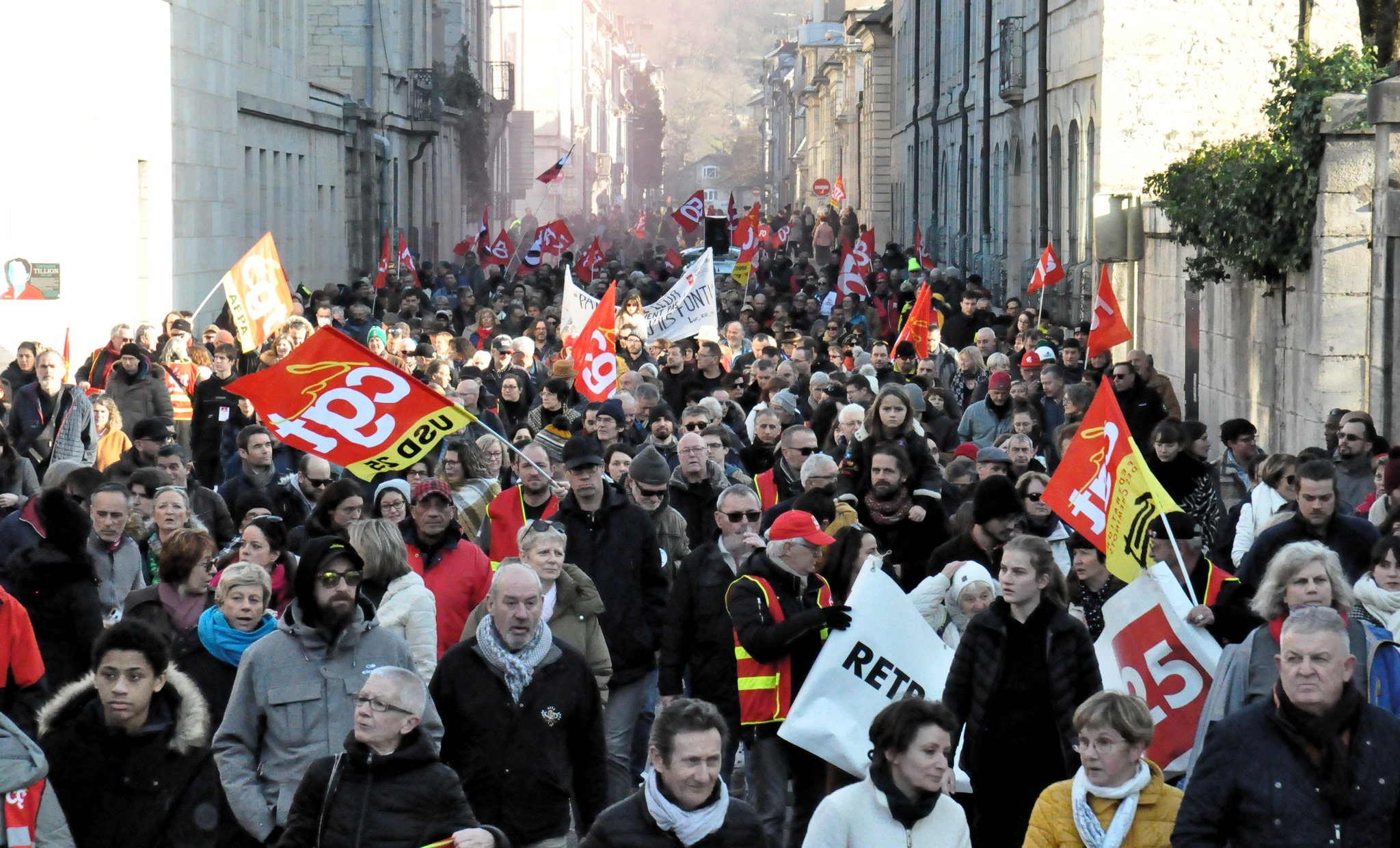
Manifestation contre la réforme des retraites le 11 février 2023 à Besançon.

- 19 janvier au 7 juin : important mouvement social contre le projet de réforme des retraites du gouvernement
- 21 janvier au 21 février : météo durablement anticyclonique (absence totale de pluie) qui précède un épisode durable de sécheresse
- 27 juin au 5 juillet : graves émeutes consécutives à la mort d'un jeune franco-algérien de 17 ans lors d'un contrôle routier
- 13 octobre : assassinat d'un professeur de français au lycée d'Arras
- 12 novembre : une grande marche contre l'antisémitisme rassemble 182 000 personnes, dont 105 000 à Paris[1].
- 18 novembre : attaque à l'arme blanche faisant 1 mort dans une fête de village drômoise
- 2 décembre : attaque à l'arme blanche faisant 1 mort près de la tour Eiffel

### 2024

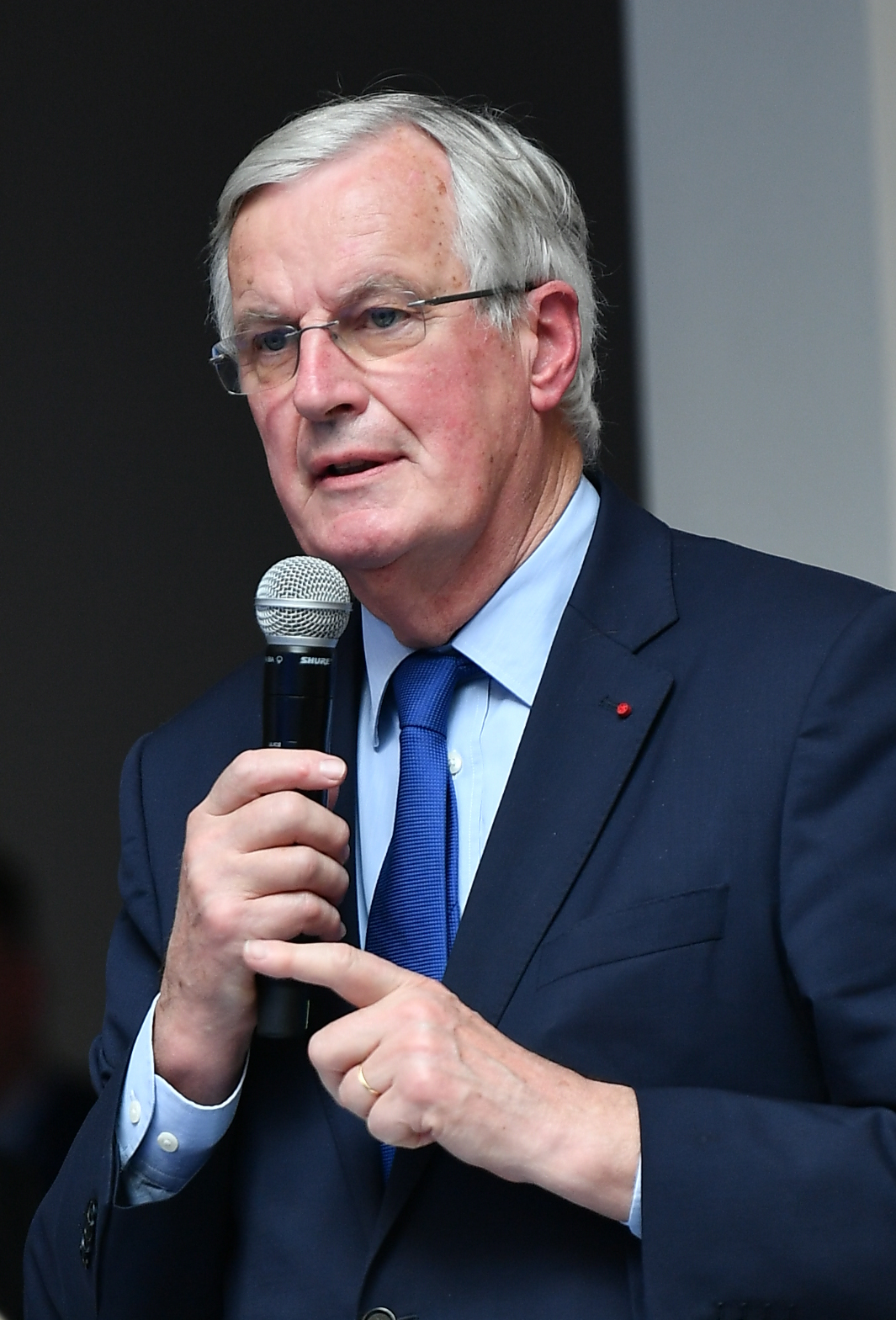
Michel Barnier en 2023.

- 8 janvier : démission de la Première ministre Élisabeth Borne et de son gouvernement[2]
- 9 janvier : le Ministre de l'Éducation nationale Gabriel Attal est nommé Premier ministre, devenant à 34 ans la personne la plus jeune ainsi que la première personne ouvertement homosexuelle à occuper ce poste[3]
- 11 janvier : le gouvernement Gabriel Attal est formé
- 15 janvier : cyclone Belal à La Réunion
- 18 janvier au 24 février : mouvement des agriculteurs
- 7 février : hommage national aux victimes françaises du Hamas à Paris
- 8 février : le gouvernement Gabriel Attal est complété
- 4 mars : le Parlement, réuni en congrès, adopte l'inscription de « la liberté garantie à la femme d’avoir recours à une interruption volontaire de grossesse » dans l'article 34 de la Constitution[4]
- 10 mars : la tempête Monica fait huit morts dans le Gard, l'Hérault et l'Ardèche[5]
- Du 13 mai à mi-novembre : émeutes en Nouvelle-Calédonie
- 9 juin : élections européennes
- 30 juin et 7 juillet : élections législatives anticipées, débouchant sur une crise politique
- 26 juillet au 11 août : Jeux olympiques à Paris
- 28 août au 8 septembre : Jeux paralympiques à Paris
- 5 septembre : nomination de Michel Barnier (LR) au poste de Premier ministre
- 21 septembre : formation du gouvernement Michel Barnier
- 4 décembre : adoption de la motion de censure du Nouveau Front populaire par l'Assemblée nationale
- 6 décembre : démission des membres du gouvernement
- 13 décembre : nomination de François Bayrou (Mouvement démocrate ; MoDem) au poste de Premier ministre
- Décembre : passage du cyclone Chido à Mayotte, dévastant l'île
- 23 décembre : deuil national pour les victimes du cyclone Chido, puis formation du gouvernement François Bayrou